# Ihor Pavljuk
Ihor Zynovijovytj Pavljuk (ukrainska: Ігор Зиновійович Павлюк) född 1 januari 1967 i Malyj Okorsk i Volyn oblast i Sovjetunionen (nu Ukraina), är en ukrainsk författare och forskare.
Pavljuk har mottagit Taras Sjevtjenko-priset, Hryhorij Skovoroda-priset, Mykola Hohol-priset ("Triumf"), Konstpriset «Kiev», PEN Award, Schweiz litterära pris 2021 och har även en doktorsgrad i social kommunikation, professor.
Ihor Pavljuk är medlem i Engelska PEN och medlem i European Society of Authors, Hederskansler för National Federation of State Poetry Societies (NFSPS) i USA.

## Biografi
Pavljuk föddes i Volyn oblast. Hans mor dog tio dagar efter att hon fött honom. Han uppfostrades av sin farfar och sin mormor, som båda var migrerande bönder (Operation Wisła) från Chełm (nuvarande Polen). Ihor Pavljuks familj på hans fars sida, också från Volynien, förtrycktes för att ha deltagit i den nationella befrielsekampen, skickades till en speciell bosättning i Kiseljovsk 1947 och rehabiliterades 1991.
Han studerade vid militära ingenjörsskolan i Leningrad, men lämnade skolan för att fortsätta sin karriär som författare. På grund av sina dikter dömdes han till straffarbete i taigan vid Bajkalsjön; han fortsatte dock att skriva till han blev frigiven vid Sovjetunionens kollaps.
År 1992 tog Pavljuk kandidatexamen i journalistik vid Lvivs universitet och arbetade sedan med religiös press och radio i Lviv. Sedan 2003 arbetar han i Kiev.
Han är ledande forskare vid Taras Sjevtjenko-institutet för litteratur i Ukraina i Kiev, professor i ukrainska medier vid Lvivs universitet samt sitter i redaktionen för de litterära, konstnärliga och vetenskapliga tidskrifterna "Золота пектораль", "Дзвін", "Українська літературна газета" och "Вісник Львівського університету".
Pavljuk har deltagit i olika internationella litterära festivaler i Estland, Georgien, Ryssland, Belarus, USA, Polen, Tyskland, Italien, Pakistan, Turkiet, England, Schweiz och Irland.
Pavljuks verk har bland annat översatts till ryska, polska, engelska, franska, bulgariska och japanska och publicerats i tidskrifter som "Apple Valley Review" (volym 7, Antal 2 (Fall 2012), "Muddy River Poetry Review", "Asymptote", "Gold Dust" (nummer 23), "The Adirondack Review", "The recusant" och "Metamorfoser", "Fleurs des lettres", «Foreign literature and art (外國文學藝術)», "The Guardian", "Of Poets & Poetry" (2023),, «Sunflowers Rising: Poems For Peace Anthology» och många andra. 
Pavljuk är huvudpersonen i filmen Ihor Pavlyuk. Between Bug and God och filmen "Voice".
Ihor Pavljuks arbete ingår i den officiella skolplanen med ukrainsk litteratur.
Academia.edu har inkluderat boken En flygning över Svarta havet (A Flight over the Black Sea) i den auktoritativa listan The Greatest Great Books List Ever.
Den 9 juni 2024 talade Ihor Pavlyuk vid Nationella federationen för statliga poesisällskap i Amerikas förenta stater (en: National Federation of State Poetry Societies) och år 2025 blev han medredaktör och författare till förordet till dess internationella poesiantologi "Sunflowers Rising": Peace Poems Anthology: by Poets for Peace", vars intäkter går till att hjälpa föräldralösa barn,.
Hans hustru Ljudmyla Pavljuk (uk: Павлюк Людмила Степанівна) är docent vid Institutionen för journalistik vid Lvivs universitet.
De har två döttrar och ett barnbarn.
Ihor Pavljuk är engagerad i välgörenhetsverksamhet,,.

## Utvalda publikationer (böcker)

### Poesi
- Öar av ungdom (1990) Острови юності
- Främmande vind (1993) Нетутешній вітер
- Rösten av dagliga Månen (1994) Голос денного Місяця
- Glas tavernen (1995) Скляна корчма
- Allergi mot evigheten (Babylonien) (1999) Алергія на вічність
- Naturkraft (2002) Стихія
- Manliga spådomar (2002) Чоловіче ворожіння
- The angel (or) English language?” (Ihor Pavlyuks dikter på engelska) (2004)
- Magma (2005) Магма
- Rebellen (2006) Бунт
- Stämgaffeln (2007) Камертон
- Lyrik (2008) Лірика
- Ukraina i rök (2009) Україна в диму
- Stratosfär (2010) Стратосфера
- Fångande höstens spindelnät (2011) Ловлячи осінні павутинки
- Den sista trollkarlens bekännelse (Sankt Petersburg) (Исповедь последнего волхва, Сповідь останнього волхва) (dikter av Ihor Pavljuk på ryska), 2012, ISBN 978-5-91419-730-5
- Manliga spådomar (Lublin) (Męskie wróżby (dikter av Ihor Pavljuk på polska. Översättare Tadeusz Karabowicz), 2013, ISBN 978-83-62495-30-6
- Teamster (Kiev) (2014) Погонич, Погонщик (dikter av den moderna rysk poeten Jevgenij Tjigrin översatta till ukrainska av Ihor Pavljuk. Förord av Jevgenij Rein, Ihor Pavljuk), ISBN 978-617-7015-14-6
- En flygning över Svarta havet (London, Waterloo Press), ("A Flight over the Black Sea"), 2014 (dikter av Ihor Pavljuk på engelska. Översatta från ukrainska av Stephen Komarnyckyj, förordet till en bok skriven av mottagare av Nobelpriset i litteratur Mo Yan och Naomi Foyle, Steve Komarnyckyj, Dmytro Drozdovskyi), ISBN 978-1-906742-70-6
- Spel och kamp (Гра і битва),  ISBN 978-966-10-4010-5
- Magma av Polissya (2015) (Magma polésien), (Boken av poesi i franska, Rouen), ISBN 978-2-84962-319-0
- Arthania (USA, Dorrance Publishing Company), (Arthania), 2020 (dikter av Ihor Pavljuk på engelska. Översatt från ukrainska av Yurii Lazirko).[43][44][45]. Förordet till en bok skriven av mottagare av Nobelpriset i litteratur Mo Yan[46], ISBN 978-1-6470-2306-5
- Spas (Frälsaren): en bok med andliga texter (2021) Спас: книга духовної лірики, ISBN 978-966-441-639-6
- Mamajs dans: Dikter 2017-2022 (2023) Танець Мамая, ISBN 978-966-986-545-8
- Torv: Lyrik (2025) Торф: Лірика, ISBN 978-617-8477-66-0

### Prosa
- Biografi av poeter stams träd (2003) Біографія дерева племені поетів
- Den förbjudna blomman (2007) Заборонений цвіт
- Utom räckhåll (2012) Поза зоною, ISBN 978-966-10-2806-6
- Växande diamanter (2016) Вирощування алмазів), ISBN 978-617-629-336-1
- Mesozoikum (2018) Мезозой, ISBN 978-966-399-477-2
- Övre Bug (2020) Буг, ISBN 978-966-914-237-5
- Vakuum (2022) Вакуум, ISBN 978-617-8000-78-3
- Enhet med Gud. Anteckningar av poeten Ihor Pavljuk: Bok ett (2023) «Богоєднання». Записки поета Ігоря Павлюка: Книга перша[47], ISBN 978-966-441-755-3
- Enhet med Gud. Anteckningar av poeten Ihor Pavljuk: bok två (2024) «Богоєднання». Записки поета Ігоря Павлюка: Книга друга[48], ISBN 978-966-441-793-5

### Dramatik
- Mediet. Ukrainas historia i dramatiska dikter (2024) Бут. Історія України у драматичних поемах, ISBN 978-966-372-910-7

### Monografier
- Writer – Power – Press: historisk och typologisk analys (1997) Митець – Влада – Преса: історико-типологічний аналіз
- Diagnostik och prognos av lögn: utvikningar i teori om kommunikation (2003) Діагностика і прогностика брехні: екскурси в теорію комунікації
- Det finns författare i ett pressmeddelande (2010) Письменники у пресі
- Epokens intima andetag: artiklar, recensioner, intervjuer (1994-2021). Volume 1-4 (2016-2022) Інтимне дихання епохи. Статті, рецензії, інтерв'ю, ISBN 978-966-626-452-0.
- Ukrainsk litterär journalistik 1920-2000-talen (2019) Українська письменницька публіцистика 1920-2000-х років, ISBN 978-620-0-23600-5.
- Berättelser om känslor: Om texter och livstexter av moderna författare (2021) Історії емоцій: Про тексти та життєтексти сучасних літераторів, ISBN 978-966-914-163-7.

### Barnböcker
- Den flygande kitteln (2003) Літаючий казан
- Flöjten: Dikter för skolbarn  ("skolbibliotek") (2017) Сопілка: вірші для школярів («Шкільна бібліотека»), ISBN 978-966-441-495-8.